# NN Apodis
NN Apodis (NN Aps / HD 137509 / HIP 76011) es una estrella variable en la constelación del Apus, el ave del paraíso.
Catalogada como variable Alfa2 Canum Venaticorum —clase tipificada por Cor Caroli (α2 Canum Venaticorum)—, su brillo oscila entre magnitud aparente +6,86 y +6,92.
Se encuentra a 812 años luz de distancia del sistema solar.
NN Apodis es una estrella blanco-azulada de tipo espectral B9p, la cual, con una edad aproximada de 77 millones de años, está casi en el ecuador de su estancia dentro de la secuencia principal.
Es una estrella químicamente peculiar que presenta una notable sobreabundancia de silicio, hierro, cromo y titanio en relación con el Sol.
En el otro extremo, su atmósfera está empobrecida en cuanto a helio, calcio y magnesio.
Posee un fuerte campo magnético —su campo magnético superficial alcanza los 2900 G—, siendo el segundo más intenso entre las estrellas químicamente peculiares después de la conocida estrella de Babcock.
NN Apodis tiene una temperatura efectiva de 11.910 K, siendo su radio 3,2 veces más grande que el radio solar.
Brilla con una luminosidad 185 veces mayor que la del Sol y es entre 3,4 y 3,9 veces más masiva que éste.